# Capesterre-Belle-Eau
Capesterre-Belle-Eau è un comune francese di 19.304 abitanti situato nella parte sudorientale dell'isola di Basse-Terre e facente parte del dipartimento d'oltre mare di Guadalupa.

## Località
I località di Capesterre-Belle-Eau sono : Bananier, Bélair, Cacador, Cacoville, Cambrefort, Cantamerle, Carangaise, Christophe, La Digue, Fonds-Cacao, Grande-Chasse, L'Habituée, Îlet-Pérou, Mon Repos, Moravie, Moulin-à-l'Eau, Neuf-Château, La Plaine, Routhiers, Saint-Sauveur, Sainte-Marie (fr), Source-Pérou.

## Cultura
- Chute du Carbet
- L'Allée Dumanoir, fiancheggiata da palme reali
- Cimitero Slave
- distilleria Rhum Longueteau, che opera il vapore ancora
- Tempio indù di Changy